# Eino Rastas

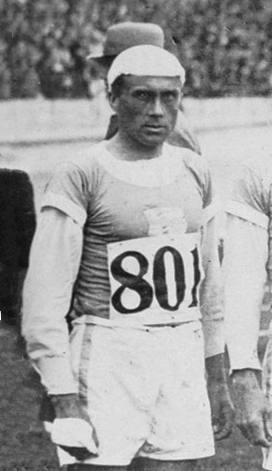
Eino Rastas 1928

Eino Rastas (* 17. Juli 1894 in Valkeala; † 7. Januar 1965 in Kuusankoski) war ein finnischer Langstreckenläufer.
Beim Crosslauf der Olympischen Spiele 1920 in Antwerpen kam er auf den 18. Platz und damit nicht in die Wertung für das siegreiche finnische Team.
Vier Jahre später wurde er bei den Olympischen Spielen in Paris Elfter über 5000 Meter. Im Crosslauf-Wettbewerb erreichte er nicht das Ziel, wurde aber wie die anderen Mitglieder des siegreichen finnischen Teams mit der Goldmedaille ausgezeichnet.
1928 wurde er nach einem zweiten Platz beim nationalen Testrennen für den Marathon der Olympischen Spiele in Amsterdam nominiert, bei dem er auf dem 14. Platz einlief.
1922 wurde er finnischer Meister über 5000 Meter, 1917 und 1922 über 10.000 Meter.

## Persönliche Bestzeiten
- 5000 m: 15:00,6 min, 14. August 1926, Tampere
- 10.000 m: 31:42,7 min, 2. Juli 1923, Göteborg
- Marathon: 2:40:40 h, 17. Juni 1928, Kauhava